# Kovačevići (Zenica, BiH)
Kovačevići su naseljeno mjesto u sastavu općine Zenice, Federacija Bosne i Hercegovine, BiH. 

## Upravna organizacija
Godine 1981. pripojeni su naselju Orahovici (Sl.list SRBiH 28/81 i 33/81)

## Stanovništvo
Prema popisu 1981. ovdje su živjeli:
- Muslimani - 756
- ostali i nepoznato - 5
- UKUPNO: 761